# ماركوس ستريكلاند
ماركوس ستريكلاند (بالإنجليزية: Marcus Strickland)‏ هو عازف ساكسفون أمريكي، ولد في 24 فبراير 1979 في غينزفيل في الولايات المتحدة.

## وصلات خارجية
- الموقع الرسمي
- ماركوس ستريكلاند على موقع ميوزك برينز (الإنجليزية)
- ماركوس ستريكلاند على موقع أول ميوزيك (الإنجليزية)
- ماركوس ستريكلاند على موقع ديسكوغز (الإنجليزية)